# Arkadiusz Chworoś
Arkadiusz Chworoś (ur. 7 sierpnia 1971 w Hajnówce) – polski profesor nauk chemicznych, pracownik naukowy i dyrektor (od 2024) Centrum Badań Molekularnych i Makromolekularnych Polskiej Akademii Nauk.
W 1996 r. ukończył studia chemiczne na Uniwersytecie Łódzkim, po czym został asystentem w Centrum Badań Molekularnych i Makromolekularnych PAN. W 2001 r. uzyskał tam stopień doktora chemii w specjalności chemia bioorganiczna na podstawie rozprawy pt. „Synteza i przemiany nukleozydowych pochodnych kwasu metanofosfonowego i jego tio- i selenofosfonylowych analogów” (promotor: Wojciech Stec). Staż podoktorski odbył w latach 2001–2002 w Laboratoire de chimie de coordination du CNRS w Tuluzie, po czym do 2009 r. pracował naukowo na Uniwersytecie Kalifornijskim w Santa Barbara. W 2010 r. powrócił do CBMM PAN, gdzie habilitował się w 2014 r. na podstawie pracy pt. „Samo-organizujące się fragmenty RNA”. W 2021 r. uzyskał tytuł profesora nauk chemicznych. Pełnił funkcję zastępcy dyrektora CBMM PAN, a w 2024 r. został jego dyrektorem. W latach 2020–2023 był członkiem Komitetu Chemii PAN.